# كارلوس إسكيا
كارلوس إسكيا (بالإسبانية: Carlos Ischia)‏ هو لاعب كرة قدم ومدرب كرة قدم أرجنتيني في مركز الدفاع، ولد في 28 أكتوبر 1956 في بوينس آيرس في الأرجنتين. شارك مع منتخب الأرجنتين لكرة القدم. أما مع النوادي، فقد لعب مع أتلتيكو جونيور وأمريكا دي كالي وتشاكاريتا جيونيورز وفيليز سارسفيلد.

## وصلات خارجية
- كارلوس إسكيا على موقع قاعدة بيانات كرة القدم.إي يو (الإنجليزية)
- كارلوس إسكيا على موقع ناشيونال فوتبول تيمز (الإنجليزية)
- كارلوس إسكيا على موقع Soccerway.com (الإنجليزية)
- كارلوس إسكيا على موقع عالم كرة القدم.نت (الإنجليزية)